# Marshal (policjant)
Marshal (czasami zapisywane jako marshall w języku angielskim w Stanach Zjednoczonych), wywodzi się ze staroniemieckiego marah (koń) i schalh (sługa), co początkowo oznaczało "masztalerz" bądź "stajenny", a w krajach anglosaskich (szczególnie w USA) odnosi się do określonych sił policyjnych, tak federalnych, jak i lokalnych. Nie należy mylić z funkcją, tytułem honorowym lub stopniem wojskowym marszałka.

## Służba Federalna
System sądów federalnych w Stanach Zjednoczonych, składający się z 94 sądów okręgowych (każdy z jednym lub kilkoma sędziami), prokuratora generalnego (wraz z jego asystentami, prokuratorami, prawnikami i jednym marshalem) nominowanego przez prezydenta, ma za zadanie utrzymanie porządku prawnego w państwie. Sądy stanowią niezawisłą władzę sądowniczą, podczas gdy marshale i prokuratorzy federalni podlegają wydziałom wykonawczym Departamentu Sprawiedliwości. 
W chwili obecnej, okręgowy US marshal zajmuje się głównie zapewnianiem bezpieczeństwa sądów, za pomocą mianowanych przezeń zastępców (inne operacje mające zapewnić bezpieczeństwo państwu, a także sieć więzień federalnych, znajdują się w gestii różnych jednostek policji federalnej) i zastępców specjalnych.
"US Marshals Service" jest profesjonalną jednostką policji federalnej - inaczej niż wymienieni wyżej marshale okręgowi - zajmującą się egzekwowaniem prawa. "US Marshals Service" zajmuje się transportem więźniów, dokonuje aresztowań i poszukuje zbiegów.
"Federal Air Marshal Service" jest odrębną służbą powołaną do ochrony samolotów linii lotniczych przed próbami porwań i zamachów terrorystycznych. Funkcjonariusze ci są - tak jak wymienieni powyżej - pracownikami rządu Stanów Zjednoczonych.
Sąd Najwyższy Stanów Zjednoczonych (SN) posiada swego własnego, odrębnego marshala zawiadującego "Policją Sądu Najwyższego", siłami specjalnymi odpowiedzialnymi jedynie przed sędziami SN i niezależnymi od prezydenta, czy prokuratora generalnego. Zapewniają bezpieczeństwo budynkom SN, udzielają ochrony jego sędziom i podejmują wszelkie inne akcje na zlecenie SN.

## Służby stanowe i lokalne w przeszłości
W wielu amerykańskich stanach marshal może do dziś wykonywać obowiązki związane z działalnością sądów na poziomie stanu, hrabstwa lub miejscowości, jak również wykonywać rutynowe obowiązki policyjne na podległym sobie terenie.
W przeszłości, na amerykańskim Dzikim Zachodzie (na przykład na Terytorium Arizony w latach osiemdziesiątych XIX wieku) marshale, występujący zwykle jako "Town Marshal" lub "City Marshal" (w zależności od wielkości i ambicji miejscowości) byli mianowanymi lub wybieranymi funkcjonariuszami z takimi samymi uprawnieniami i obowiązkami jak policjanci w miastach na wschodzie USA, z tą jednak różnicą, że ich uprawnienia kończyły się na granicy miejscowości. Dla kontrastu marshal federalny  (US marshal) mógł działać na dużo większym obszarze, głównie na obszarach dopiero kolonizowanych, często wchodząc w kompetencje lokalnych szeryfów (którzy, tak wtedy jak i dziś, utrzymywali porządek zarówno w miejscowościach jak i pomiędzy nimi). Termin ten jest w tym sensie w użytku do dzisiaj, szczególnie na południowym zachodzie USA, gdzie Town lub City Marshal to szef sił policyjnych na wielu obszarach.